# Parque Nacional Kootenay
O Parque Nacional Kootenay é um parque nacional canadense que está localizado nas Montanhas Rochosas, no sudeste da província de Colúmbia Britânica. Estabelecido em 1920, cobre uma área de 1.406 km² e sua altitude varia entre 918 e 3.424 metros. O nome do parque vem do Rio Kootenay, cuja nascente localiza-se dentro do parque. 
Kootenay possui uma abundante vida selvagem, entre os quais incluem-se ursos pardos e negros, alces, carneiros selvagens, lobos, coiotes, pumas, veados, linces e marmotas.
Em 1984, foi reconhecido pela UNESCO como um patrimônio mundial, juntamente com outros três parques nacionais das Montanhas Rochosas: Banff, Jasper e Yoho. 